# Pyrostria socotrana
Pyrostria socotrana es una especie de planta fanerógama perteneciente a la familia Rubiaceae. Es un endemismo de Socotra en Yemen. 

## Hábitat y ecología
Se encuentra en los bosques semicaducos submontanos a una altitud de 850-1000 metros. Es una especie raras, de las montañas Haggeher.

## Taxonomía
Pyrostria socotrana fue descrita por (Radcl.-Sm.) Bridson y publicado en Kew Bulletin 42: 625. 1987.
Sinonimia
- Canthium socotranum Radcl.-Sm.[3]